# Rivière Chartrand
Rivière Chartrand är ett vattendrag i Kanada.   Det ligger i provinsen Québec, i den sydöstra delen av landet, 400 km norr om huvudstaden Ottawa.
I omgivningarna runt Rivière Chartrand växer i huvudsak blandskog. Trakten runt Rivière Chartrand är nära nog obefolkad, med mindre än två invånare per kvadratkilometer.